# Pseudoluperus spretus
Pseudoluperus spretus es una especie de insecto coleóptero de la familia Chrysomelidae.
Fue descrita científicamente en 1893 por George Henry Horn.